# Saint-Léons
Saint-Léons (okzitanisch: Sant Liòns) ist eine französische Gemeinde des Départements Aveyron (vor 2016: Midi-Pyrénées) in der Region Okzitanien mit 427 Einwohnern (Stand: 1. Januar 2022). Administrativ ist sie dem Kanton Raspes et Lévezou und dem Arrondissement Millau zugeteilt. Die Einwohner werden Saint-Léonsais genannt.

## Geografie
Saint-Léons liegt etwa 15 Kilometer nordnordwestlich von Millau und etwa 36 Kilometer ostsüdöstlich von Rodez in einem der südlichen Ausläufer des Zentralmassivs in einer waldreichen Region. Das Gemeindegebiet ist Teil des Regionalen Naturparks Grands Causses und wird vom Fluss Muze durchquert. An der östlichen Gemeindegrenze verläuft das Flüsschen Lumansonesque. Umgeben wird Saint-Léons von den Nachbargemeinden Vézins-de-Lévézou im Norden, Verrières im Osten, Saint-Beauzély im Süden sowie Saint-Laurent-de-Lévézou im Westen.

## Bevölkerungsentwicklung
| Jahr                       | 1962 | 1968 | 1975 | 1982 | 1990 | 1999 | 2006 | 2018 |
| -------------------------- | ---- | ---- | ---- | ---- | ---- | ---- | ---- | ---- |
| Einwohner                  | 298  | 291  | 306  | 308  | 288  | 301  | 337  | 407  |
| Quellen: Cassini und INSEE |      |      |      |      |      |      |      |      |

## Sehenswürdigkeiten

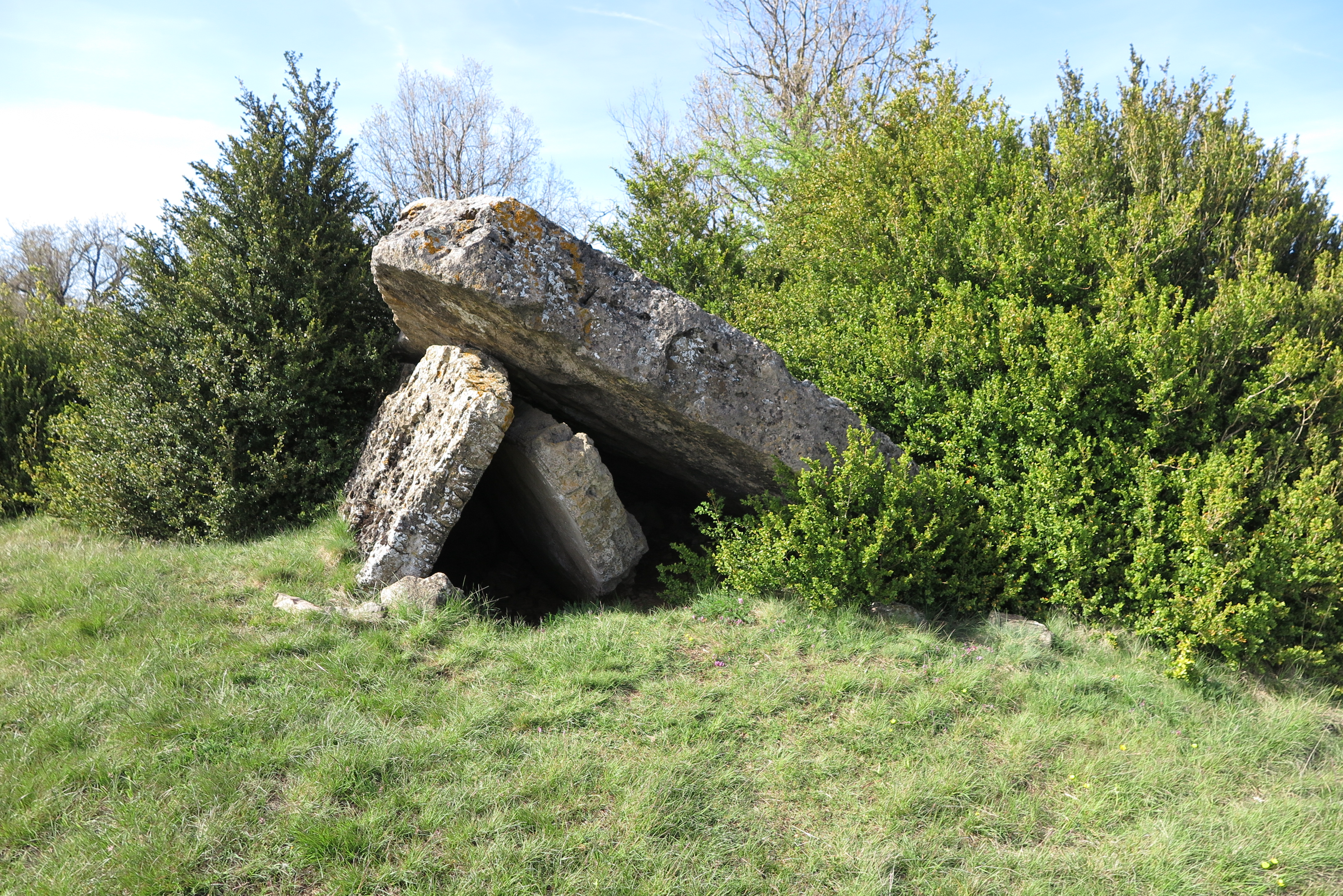
Dolmen de Combuéjouls
- Dolmen de la Baldare, seit 1994 Monument historique
- Dolmen de la Glène
- Klosterruine
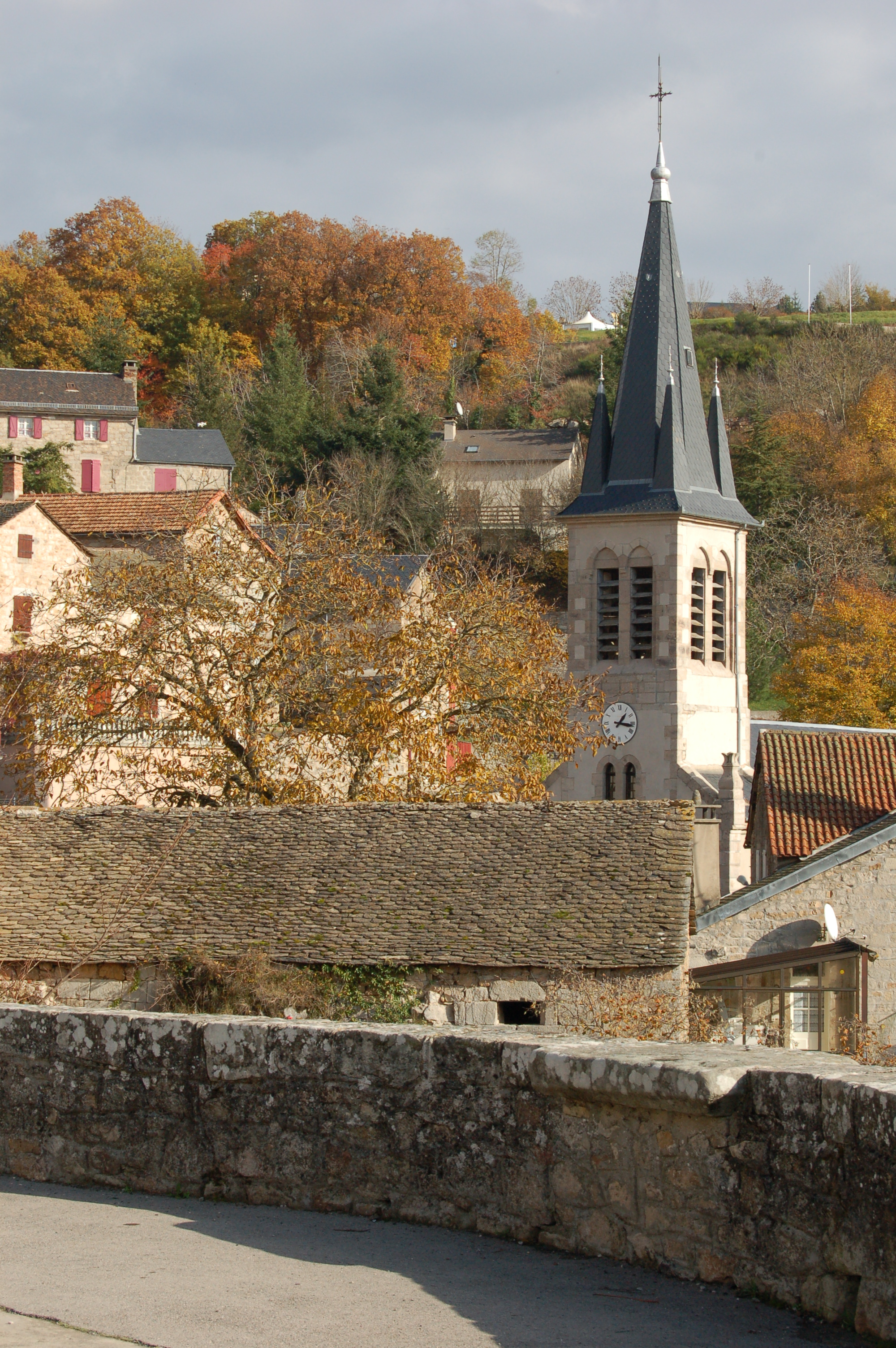
Kirche
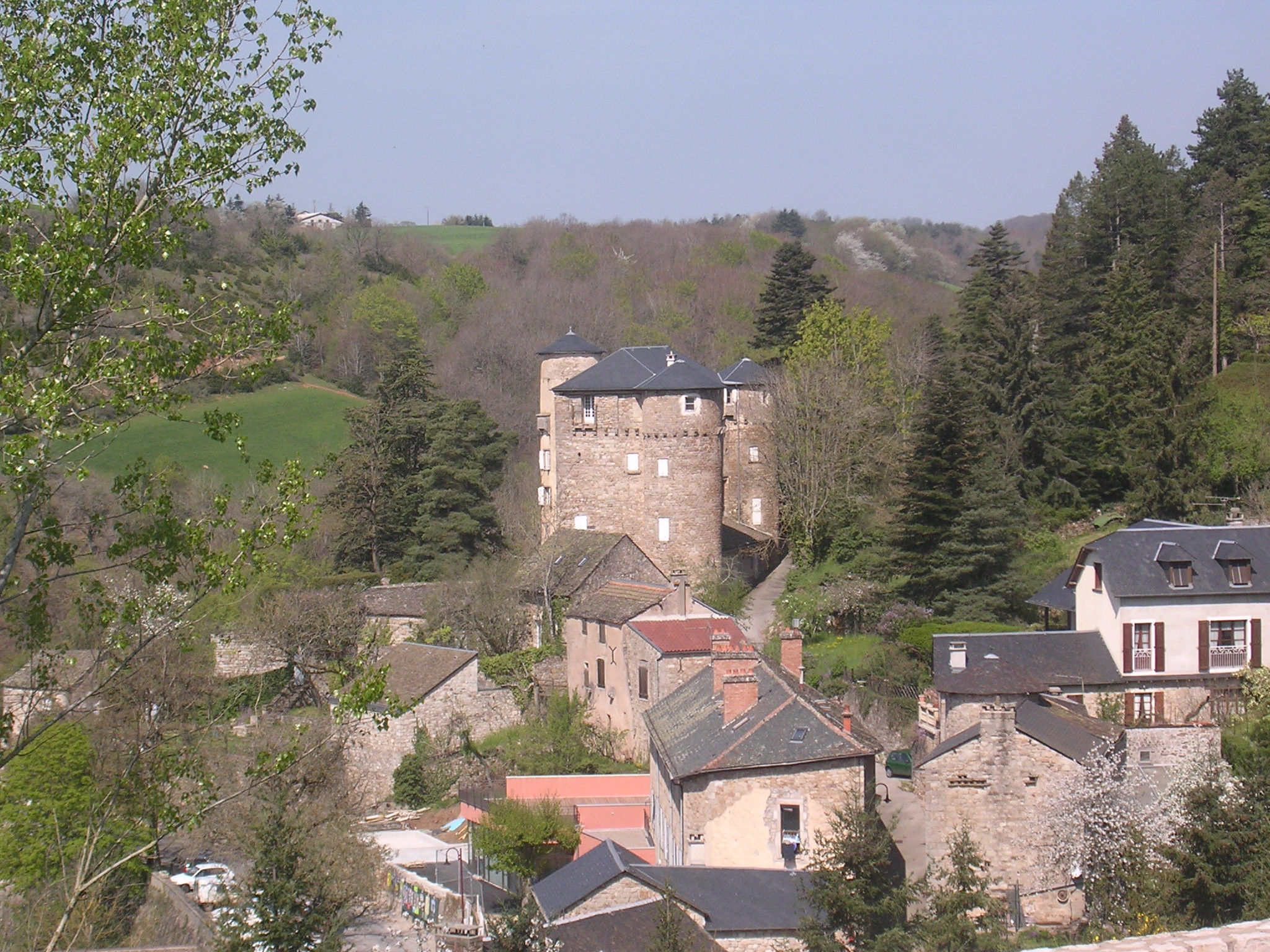
Schloss aus dem 15. Jahrhundert

- Dolmen de la Glène
- Kirche
- Schloss

## Persönlichkeiten
- Jean-Henri Fabre (1823–1915), Schriftsteller und Dichter